# Peu de rata bord
El peu de rata bord (Ramaria formosa) és una espècie de fong pertanyent a la família Gomphaceae. També es coneix com a ramària formosa. És tòxic.

## Característiques
Fa fins a 20 cm d'amplada. És de color salmó. Té un peu gruixut i carnós que es ramifica en forma de corall. Les ramificacions acaben bifurcades, generalment amb les dues puntetes de color groc llimona. La carn és blanca, lleugerament rosada en tallar-la, d'olor desagradable i de gust amarg, consistent en els exemplars joves i en temps humit, però quan s'asseca es trenca i s'esmicola entre els dits.

## Ecologia
Surt a la tardor, en boscos de planifolis i coníferes, principalment a sota de castanyers (Castanea sativa) i rebolls (Quercus pyrenaica).

## Distribució
Es troba a Europa i Nord-amèrica.

## Gastronomia
És extraordinàriament purgant i provoca fortes diarrees amb perill de deshidratació.